# Quishing
Quishing – metoda oszustwa internetowego (forma phishingu), polegająca na przekazaniu ofierze oszustwa do zeskanowania odpowiednio spreparowanego kodu QR.

## Przygotowanie ataku

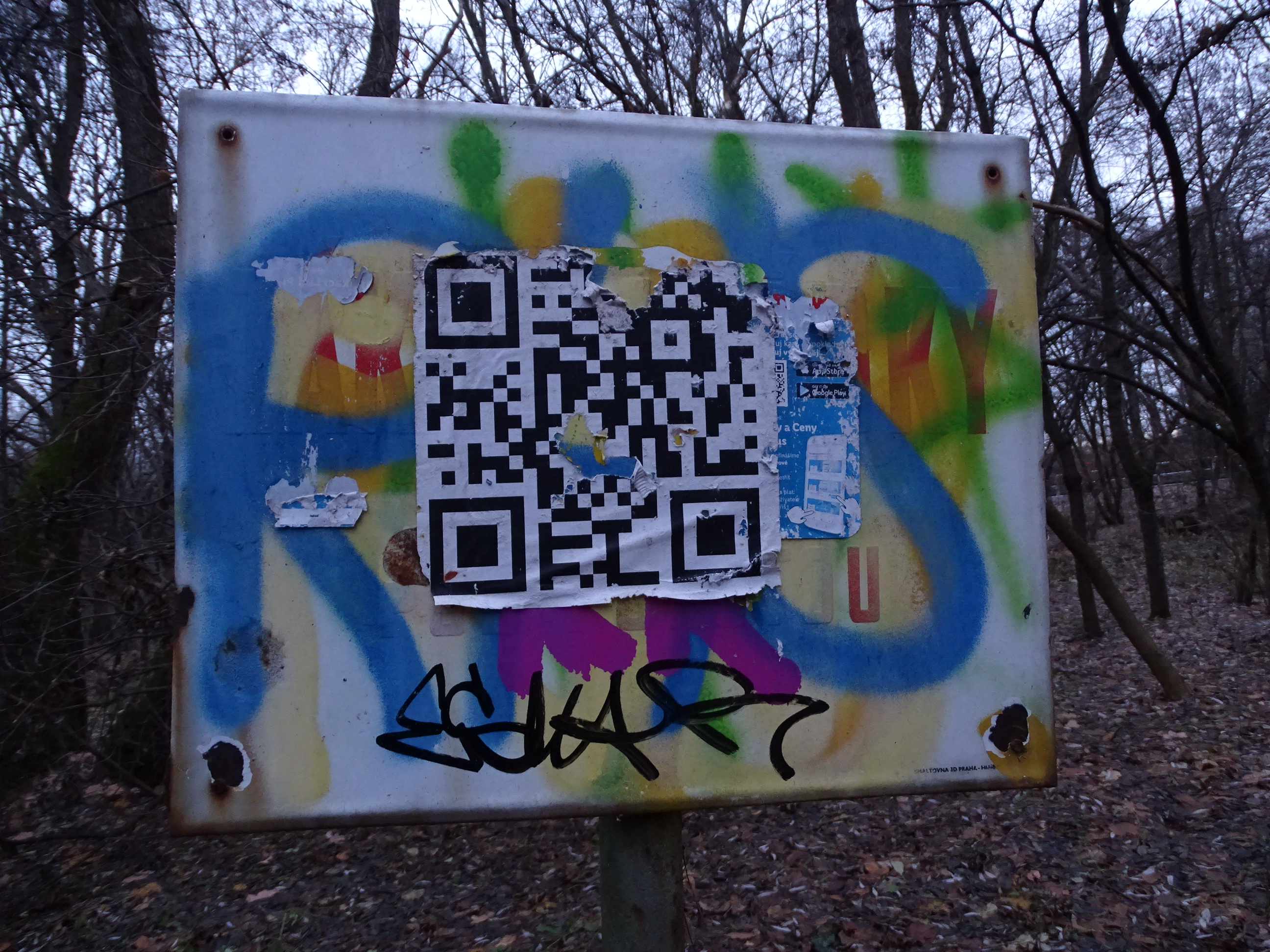
Zniszczony kod QR w przestrzeni publicznej

Oszuści mogą znaleźć ofiarę korzystając z komunikatorów lub mediów społecznościowych i za ich pośrednictwem wysyłać jej spreparowany kod QR, możliwe jest także przekazanie kodu QR w inny sposób – na przykład na ulotce wręczonej na ulicy bądź poprzez umieszczenie kodu w miejscu publicznym (w 2023 roku złapano na przykład oszustów rozklejających fałszywe kody QR na krakowskich parkomatach).
Aby dodatkowo zachęcić ofiarę do zeskanowania kodu, stosuje się różne techniki manipulacyjne – na przykład: opisuje się go jako prowadzący do odbioru nagrody, dokonania płatności mobilnej, obiecuje się oszczędność czasu i ułatwienie życie lub straszy promocją ograniczoną czasowo.

## Metody quishingu
Kiedy ofiara zeskanuje przekazany przez hakera kod QR, zostaje przekierowana pod przygotowany przez niego adres – na przykład:
- podobnie jak w przypadku tradycyjnych ataków phishingowych – strony internetowej do złudzenia przypominającej stronę banku lub innej wiarygodnej instytucji, wymagającej zalogowania – po podaniu danych logowania, są one przechwytywane przez atakującego[1][2];
- strony umożliwiające dokonanie płatności – rzekomo pożądanej przez użytkownika (np. opłaty parkingowej),
- strony pobierania złośliwego oprogramowania[2];
- link uwierzytelniający logowanie na urządzeniu oszusta na konto użytkownika w danej aplikacji. Opisano przejmowanie w ten sposób dostępu do aplikacji Wiadomości od Google – działanie to umożliwia oszustowi czytanie wiadomości SMS ofiary, dostęp do listy kontaktów z urządzenia, wysyłkę SMS-ów w imieniu ofiary (także dodatkowo płatnych)[3].

## Zapobieganie i obrona przed atakami quishingowymi

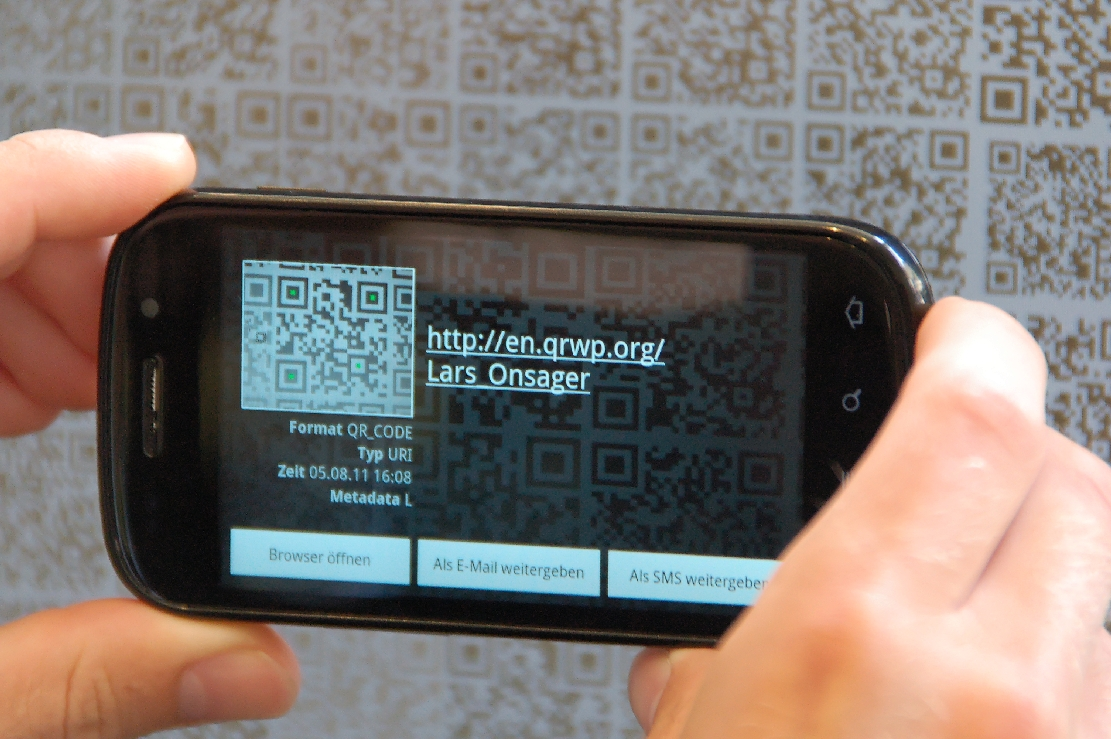
Skanowanie kodu QR za pomocą aplikacji informującej pod jaki adres URL prowadzi zeskanowany kod

Jako główne metody ochrony przed atakami quishingowymi wskazuje się:
- weryfikację wiarygodności kodu QR i powiązanego z nim opisu (np. na plakacie czy ulotce),
- weryfikację autentyczności strony, na którą trafiło się po zeskanowaniu kodu[2],
- zachowanie szczególnej ostrożności w przypadku kodów QR z dołączoną wiadomością wzbudzającą szczególne emocje,
- wyłączenie niezaufanym aplikacjom dostępu do kamery w urządzeniu mobilnym (w celu uniknięcia niezamierzonego zeskanowania kodu),
- wykorzystywanie wyłącznie oficjalnych aplikacji do płatności w miejscach publicznych[1].

Każdy fakt padnięcia ofiarą podobnego oszustwa należy zgłosić policji.